# هابيكينو (أوساكا)
هابيكينو (羽曳野市 باليابانية) هي مدينة يابانية تقع في محافظة أوساكا في اليابان على إحداثيات 34.56 درجة شمالا و135.61 درجة شرقا. بلغ عدد سكانها 119,857 نسمة في عام 2003 بمعدل كثافة 4,533.17 شخص لكل كم². تبلغ مساحتها الكلية 26.44 كم².

## أعلام
- كاوري ناكاياما
- اوتشي هيروكي

## وصلات خارجية
- الموقع الرسمي لمدينة هابيكينو (باليابانية والإنجليزية)